# بخش گوردیفسکی
بخش گوردیفسکی (به لاتین: Gordeyevsky District) یک منطقهٔ مسکونی در روسیه است که در استان بریانسک واقع شده‌است.